# 伊瑪目馬立克聖訓集
《伊瑪目馬立克聖訓集》或《穆宛塔聖訓集》（阿拉伯语：‎，亦译《圣训易读》）是最早的聖訓集之一，編纂者是伊斯蘭教法學家馬立克·伊本·安納斯。它不是一部作為伊斯蘭教法來源的聖訓集，而是收錄聖訓作為法律指南的聖訓集。他編纂這部聖訓集的用意是「夷平落實法律與公義的障礙」。

## 概述
《伊瑪目馬立克聖訓集》被認為是最早的聖訓集及最早的現存伊斯蘭教法律專著。雖然聖訓集包含法律裁決及聖訓，但學者亞辛·達頓指出《伊瑪目馬立克聖訓集》「既不是聖訓集，也不是法學著作，而是一部記錄了被稱為『麥地那習慣』的一部書籍，『麥地那習慣』是指麥地那人採用的法律原則、規則及先例」。
聖訓集輯錄了1,720段聖訓，其中600段是「支承聖訓」（每一位轉述者都從上一位轉述者聽取的聖訓，一直可追溯至穆罕默德）、222段是「篩漏聖訓」（傳承過程不完整的聖訓）、613段聖訓註釋及285段先知門徒的言論，內容論及保持聖潔的義務、齋戒、施捨、交易及借貸等不同的法律議題。

## 編纂
由於早期的法官可以不受先例的約束，他們運用各自的法律推論去作出裁決，造成「巴比倫式的混亂」，阿拉伯思想家伊本·穆格法建議哈里發把法律編制成單一、具約束力的文本在全國實施，解決各個地區法律裁決不一的情況。
阿拔斯王朝哈里發曼蘇爾在765年朝覲期間請求馬立克「整理他的知識，編制成文。要避免阿卜杜拉·伊本·歐麥爾的法度森嚴、伊本·阿巴斯的法紀廢馳及伊本·馬蘇德的反覆無常，取中庸之道及社群和先知門徒認可的觀點。」，又說他會「規定人們遵從」。
馬立克對此加以拒絕，他指出先知的門徒分散到各地，運用他們各自的知識及伊智提哈德（解釋法源的過程）傳播思想及給出法律判決，因此各地有不同的做法，他認為強迫所有人依循一個看法並不合理。
曼蘇爾在馬立克拒絕後向其他麥地那學者提出請求。在馬立克寫成《伊瑪目馬立克聖訓集》之前，主要的麥地那學者亦活躍於編寫類近的著作。據說伊本·馬吉順是麥地那第一位完成類似著作的學者，但他的著作只有法律論述，欠缺聖訓及其他文獻的支持。馬立克在評論這部著作的時候稱「如果是我來寫，我會先引用法典」，相關的記載指馬立克在此後開始醞釀自己寫作的想法。
馬立克對《伊瑪目馬立克聖訓集》的審閱和編修持續了數十年，直至他在795年逝世。

## 可靠性
據稱《伊瑪目馬立克聖訓集》的內容得到麥地那人的一致同意，另一個名稱《穆宛塔聖訓集》當中的穆宛塔可解作「很適合行走的道路」或「得到眾多同意的」。
它的可靠性得到穆斯林學者的肯定。卡迪·伊亞德稱「這些得到認可的可靠聖訓長久以來都是最重要的，所有其他地區的學者無一不同意」，他又把《伊瑪目馬立克聖訓集》與《布哈里聖訓實錄》及《穆斯林聖訓實錄》並稱為「三母書」。法學家沙斐儀形容「地球上沒有一部書籍比起馬立克那部更可靠」。一些穆斯林學者會把《伊瑪目馬立克聖訓集》納入六大聖訓集之內，取代《伊本·馬哲聖訓集》。
不過，有一些人質疑《伊瑪目馬立克聖訓集》的可信性。穆斯林學者艾哈邁德·伊本·罕百里指協助馬立克抄寫講授紀錄的哈比卜·易卜拉欣不可靠，其他學者也認為他是一位可信性較低的聖訓傳述者。艾布·達吾德及伊本·希班都指他偽造聖訓，但他們也可能只是看到內容出錯而指責其他的聖訓傳述者說謊。

## 修訂版
馬立克在傳授《伊瑪目馬立克聖訓集》的時候沒有口頭上及書面上的明確文本，因此流傳下來的各個版本有明顯的差異。除了因為在當時要準確地逐字覆讀需要用到許多微妙的重音及傳述者的傳授較自由，事實上馬立克每次的口頭授課所說的內容也不一樣。
已知的《伊瑪目馬立克聖訓集》修訂版有15個，其中完整的修訂版有兩個，約五個版本是9世紀至10世紀西班牙的學習課本，有12個仍能在17世紀找得到。馬立克的學生、安達魯西亞神學家葉海亞·馬斯穆蒂的版本是最常見及最經常被評論的版本，被稱為通行本。在提到《伊瑪目馬立克聖訓集》的時候，東西方學者都會意下認為是指這個版本。另一個較重要的版本出自麥地那神學家阿布·穆薩布·祖赫里，在他的版本裡有一百段在其他版本裡找不到的聖訓。

## 評註
評註《伊瑪目馬立克聖訓集》的作品有大約100部，最著名的是伊本·阿布德·巴爾的兩部作品《解訓》及《經解》。穆罕默德·祖爾嘎尼的評註作品共有四冊，出版過多次。德奧班德學派的穆罕默德·扎卡里亞·坎季拉維著有《伊瑪目馬立克聖訓集概述》，在印度及埃及出版了不止一次。